# Fluminense de Feira Futebol Clube
Il Fluminense de Feira Futebol Clube, noto anche semplicemente come Fluminense de Feira, è una società calcistica brasiliana con sede nella città di Feira de Santana, nello stato di Bahia.

## Storia
Il 1º gennaio 1941, il Fluminense de Feira Futebol Clube è stato fondato. Il Fluminense de Feira divenne professionistico nel 1954. Due anni dopo, il club è stato finalista del Campionato Baiano. Nel 1963, il club ha vinto il Campionato Baiano, questo è stato il primo titolo professionistico del club. Nel 1968, il club è stato di nuovo finalista del Campionato Baiano. L'anno successivo, il club ha vinto di nuovo il campionato statale.
Nel 1992, il Fluminense de Feira è stato finalista del Campeonato Brasileiro Série C, perdendo la finale contro il Tuna Luso. Tuttavia, nessuna delle due squadre ottenne la promozione, perché non furono disputate né la seconda divisione né la terza divisione nel 1993.
Nel 1998, dopo una pessima campagna, ha terminato al 10º posto su 12 squadre, e così il club venne retrocesso nel Campeonato Baiano Segunda Divisão. Nel 1999, il Fluminense de Feira ha partecipato al Campeonato Baiano Segunda Divisão, terminando la competizione come finalista, dopo un pareggio di 1-1 all'andata e un pareggio di 0-0 al ritorno contro il Colo Colo di Ilhéus. La squadra ottenne così la promozione per la massima divisione statale dell'anno successivo.

## Palmarès

### Competizioni statali
- Campionato Baiano: 2

1963, 1969

### Altri piazzamenti
- Campeonato Brasileiro Série C:

Secondo posto: 1992
- Campionato Baiano:

Secondo posto: 1956, 1968
- Copa do Nordeste:

Finalista: 2003